# Alexander Peiler
Alexander Peiler (* 8. September 1984 in Ahlen, Westfalen) ist ein deutscher Schauspieler und Filmemacher.

## Leben
Peiler studierte 2005–2008 Germanistik, Sportwissenschaften und Geschichte in Bochum und Münster. 2008–2012 studierte er Schauspiel an der Universität Mozarteum Salzburg und der Universität für Film und Fernsehen „Konrad Wolf“ in Potsdam-Babelsberg.
Engagements führten ihn danach an das Hans Otto Theater Potsdam, das Theater Junge Generation Dresden, das Landestheater Coburg und das Theater Marburg. Ab der Spielzeit 2015/16 ist er am Schauspiel Wuppertal engagiert.
Peiler ist Regisseur und Produzent des Dokumentarfilms Yalla Baby, in dem Jugendliche aus Jenin, Marburg und Wuppertal gemeinsam einen Film entwickeln.
„Yalla Baby“ gewann zahlreiche internationale Preise (u. a. Bester Dokumentarfilm auf dem Los Angeles Film Forum) und feierte auf dem Fünf Seen Filmfestival die Weltpremiere.
Als Coproduzent, Drehbuchautor (zusammen mit Jessica Jacobi) und Schauspieler realisierte Alexander Peiler das Roadmovie SOMEHOW in Europa und Afrika.
Alexander Peiler ist Mitbegründer des Filmkollektivs AKI T. WEISSHAUS.
2021–2022 dreht er zusammen mit der Kölner Produktionsfirma Cinephiles einen Dokumentarfilm über die Beziehung zwischen Vater und Sohn auf der Nordseeinsel Norderney. Die Fertigstellung ist für Ende 2022 geplant.

## Theaterarbeiten (Auswahl)
- 2022: Drei Schwestern, Schauspiel Wuppertal
- 2022: Der Sommernachtstraum, Schauspiel Wuppertal
- 2021: Waisen, Schauspiel Wuppertal
- 2018: Blick zurück im Zorn, Schauspiel Wuppertal
- 2018: Der zerbrochene Krug, Schauspiel Wuppertal
- 2018: Bilder von uns, Schauspiel Wuppertal (Einladung zum Nachtkritik Theatertreffen)
- 2017: Der Sturm, Schauspiel Wuppertal
- 2017: Warten auf Godot, Schauspiel Wuppertal
- 2017: Ungefähr gleich, Schauspiel Wuppertal
- 2016: Die Buddenbrooks, Schauspiel Wuppertal
- 2016: Kinder der Sonne, Schauspiel Wuppertal
- 2015: Hiob, Schauspiel Wuppertal
- 2015: Supergute Tage, Schauspiel Wuppertal
- 2015: Sea Wall (Soloabend), Schauspiel Wuppertal
- 2015: Frühlings Erwachen, Theater Marburg
- 2014: Der Geizige, Theater Marburg
- 2014: Das Leben des Galilei, Theater Marburg
- 2014: Fettes Schwein, (Tom), Theater Marburg
- 2014: Zur schönen Aussicht, (Regie: Konstanze Lauterbach), (Strasser), Landestheater Coburg
- 2014: Die Räuber, Landestheater Coburg
- 2013: Nora, (Advokat Helmer), Landestheater Coburg
- 2013: Cherryman jagt Mr. White (Jakob Arjouni), Theater Junge Generation Dresden
- 2012: Werwolf, Theater Junge Generation Dresden
- 2012: Parzival, (Parzival), Theater Junge Generation Dresden
- 2012: Pinocchio, Theater Junge Generation Dresden
- 2012: Animal Lounge, Theater Junge Generation Dresden
- 2011: Die Leiden des jungen Werther, (Werther), Theater Junge Generation Dresden
- 2011: Herz sing oder stirb (Chanson-Abend) Hans Otto Theater Potsdam
- 2011: Verlorene Illusionen, Festival Maxim Gorki Theater Berlin
- 2011: Fight Club, Jugendprojekt mit Jugendlichen aus aller Welt in Ahlen (Westfalen)
- 2010: Parzival, Hans Otto Theater Potsdam
- 2010: Woyzeck, Festival Maxim Gorki Theater Berlin

## Filmarbeiten (Auswahl)
- 2025: Bettys Diagnose, Beste Feinde (Fernsehserie, Episodenrolle)
- 2022: Triangles, Absolventenfilm
- 2022: Unbesiegbar, Sondaschule
- 2021: Hyperland, ZDF
- 2020: Somehow, Kinofilm (Drehbuch, Produktion und Hauptrolle)
- 2019: The Connections, Kinofilm
- 2016: Yalla Baby, Kinofilm (Regie und Produktion), u. a. Bester Dokumentarfilm Film Festival L.A.
- 2013: Meeresrauschen, Kurzfilm
- 2012: Wechselspiel, Kinofilm
- 2011: Hinter dem See, Kinofilm
- 2010: Halleluja, Kurzfilm
- 2010: Kraljevo nights, deutsch-serbische Co-Produktion (Regie)
- 2010: Iwanow, Kurzfilm

## Auszeichnungen
- 2022 Bester Schauspieler Torino Underground Cinefest
- 2022 Bester Schauspieler Calella Film Festival
- 2022 Bester Feature Film Torino Underground Cinefest (Drehbuch und Produktion SOMEHOW)
- 2019 Einladung NRW-Theatertreffen
- 2018 Bester Dokumentarfilm YALLA BABY auf dem Los Angeles Film Forum (Produktion und Regie)